# Edikt von Versailles

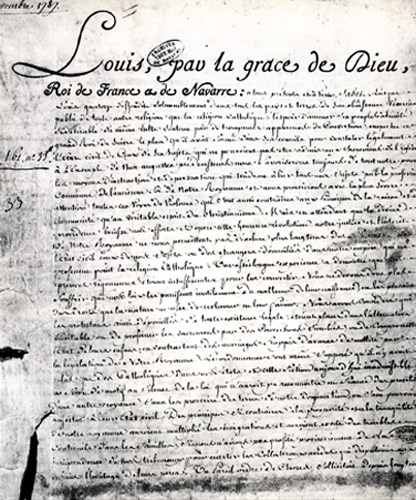
Von Ludwig XVI. unterschriebene Ausfertigung des Edikts

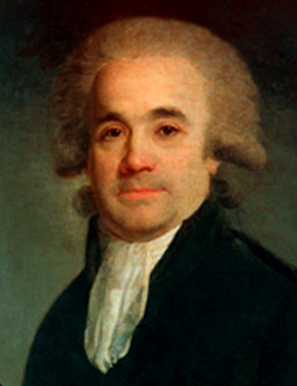
Der Protestant Jean-Paul Rabaut Saint-Étienne drängte auf eine Verbesserung der rechtlichen Situation der Protestanten

Das Edikt von Versailles (französisch Édit de Versailles) war ein von Ludwig XVI. am 29. November 1787 erlassenes Toleranzedikt zu Gunsten der nichtkatholischen Bevölkerungsgruppen. Es brachte insbesondere den Hugenotten zwar gewisse bürgerliche Rechte, nicht aber die freie Ausübung der Religion oder die völlige rechtliche Gleichstellung.

## Vorgeschichte
Ludwig XIV. hatte 1685 das Edikt von Nantes durch das Edikt von Fontainebleau aufgehoben. Dadurch wurde der Katholizismus als Staatsreligion gestärkt, während die calvinistische Religionsausübung faktisch verboten wurde. Wer sich dem nicht beugen wollte, wurde verfolgt. Viele Hugenotten konvertierten unter dem starken Druck der Regierung zum Katholizismus. Außerdem kam es zur massenhaften Auswanderung insbesondere in die Niederlande, die Schweiz und einige deutsche Territorien. Mit der Abwanderung von Fachkräften einher ging eine Schwächung der französischen Wirtschaft. Im Land selbst konnte die calvinistische Konfession nur im Geheimen fortleben. Im Jahr 1762 wurde letztmals ein protestantischer Pfarrer zum Tode verurteilt.
Im Zuge der Aufklärung breitete sich der Gedanke der religiösen Toleranz gegenüber Minderheiten zunehmend aus. Voltaire war einer der ersten, der sich 1763 öffentlich für Toleranz aussprach. Verschiedene Persönlichkeiten wie Anne Robert Jacques Turgot, Guy-Jean-Baptiste Target, insbesondere aber Chrétien-Guillaume de Lamoignon de Malesherbes und der Sprecher der noch in Frankreich lebenden Protestanten Jean-Paul Rabaut Saint-Étienne drängten darauf, die rechtliche Situation der Hugenotten zu verbessern.
Auch wenn die rechtlichen Einschränkungen bestehen blieben, wurden die Protestanten doch vielerorts geduldet. Die Parlemente hatten in der Rechtsprechung in der Praxis bereits in die Richtung der religiösen Toleranz entschieden, insofern vollzog die Regierung diese später nur nach. Zur Reformpolitik von Étienne Charles de Loménie de Brienne in der vorrevolutionären Zeit gehörten nicht nur die Steuer- und Haushaltspolitik, vielmehr hing die Legitimität der Regierung von Maßnahmen in möglichst vielen Politikbereichen ab.

## Inhalt
Rabaut hatte ursprünglich die Durchsetzung der vollen rechtlichen Gleichberechtigung zum Ziel gehabt. Auch Gottesdienste sollten wieder in Kirchen abgehalten werden dürfen. Der Ausschluss der Protestanten von allen öffentlichen Ämtern sollte ein Ende haben. Ganz so weit, wie von einigen gefordert, wollten der König und seine Regierung nicht gehen. Immerhin gehörte zum Krönungseid die Ausrottung der Häresie.
Das Edikt bestand aus 37 Artikeln. In einem Anhang wurden die Gebühren festgelegt, die von den Hugenotten an katholische Pfarrer oder Staatsbeamte für bestimmte Dienstleistungen zu zahlen hatten.
Die Kernaussagen waren: Art. 10: Die katholische Religion blieb Staatsreligion. Art. 11: Öffentliche protestantische Gottesdienste blieben verboten. Art. 12: Protestanten durften weiter keine sie repräsentierende Organisationen gründen. Außerdem blieb das Vermögen ausgewanderter Hugenotten beschlagnahmt. Auch blieben Strafgesetze, die sich etwa gegen Neukonvertierte richteten, bestehen.
Das Neue war, dass die Protestanten Ehen und Sterbefälle registrieren und damit legalisieren duften. Dieses konnte bei den katholischen Pfarrern oder bei königlichen Beamten geschehen. Auch die Anlage eigener Friedhöfe war nunmehr möglich. Das Toleranzedikt gewährte damit lediglich eine zivilrechtliche Anerkennung. Damit verbunden waren Eigentums- und Erbrecht. Hochzeiten konnten geschlossen werden und die Nachkommen waren legitim und rechtsfähig. Nicht gewährt wurden Religionsfreiheit oder der Zugang zu öffentlichen Ämtern.
Malesherbes hatte vorgesehen, dass alle nichtkatholische Bevölkerungsgruppen von dieser Politik profitieren sollten. Die unpräzise Formulierung „von Ausnahmen abgesehen“ wurde indes in der Verwaltungspraxis häufig auf Juden und Lutheraner bezogen. Daher betraf das Edikt in erster Linie die calvinistischen Hugenotten.
Das Edikt wurde am 29. Januar 1788 vom Parlament registriert und wurde damit rechtskräftig. Die völlige rechtliche Gleichstellung geschah im Zuge der französischen Revolution seit 1789.